# Pedro Zingone
Pedro Antonio Zingone Guarzo (Montevideo, 20 luglio 1898 – Montevideo, ...) è stato un calciatore uruguaiano, di ruolo centrocampista.

## Palmarès

### Nazionale
- Oro olimpico: 1

Parigi 1924
- Campeonato Sudamericano de Football: 2

1923, 1924